# Урбана герила
Урбана герила је био југословенски и српски панк рок и бенд новог таласа из Београда. Бенд се нашао на компилацији Артистичка радна акција из 1981. године. Чланови бенда су 1982. године наступали под именом Berliner Strasse, под утицајем постпанка и крафтрока, са текстовима на немачком језику.

## Историјат
У почетку бенд се звао Пункретени и били су тинејџерски бенд који је постојао мање од две године, почетком осамдесетих. Тадашњи чланови били су Бранко Росић као басиста, Владимир Арсенијевић као гитариста, Зоран Цане Костић као вокалиста и Слободан Лока Нешовић такође као гитариста. Сви чланови бенда имали су између 13 и 15 година. Након неколико недеља бенд је променио име у Урбана герила. Нешовић је убрзо напустио бенд и формирао свој под називом Дефектно ефектни. Са сировим звуком, Урбана герила је имала прве концерте у склопу манифестације Олимпијске игре Палилула, која је била једна од првих панк манифестација у Београду.
Две песме бенда Процес и Без наслова појавиле су се на компилацији Артистичка радна акција из 1981. године на којима се појавила и песма Нешовићевог бенда Дефектно ефектни. Бенд је изводио још две песме, Београд и Ипак се бојим рата. Након издања компилације, бенд је прешао на пост-панк жанр под утицајем група Џој дивижон и Баухаус.
Године 1981. бенд је наступао са ријечком групом Параф у београдском Студентском културном центру, пре него што су Росић и Арсенијевић одлучили да формирају бенд Berliner Strasse са идејом различитих вокалиста који певају на различитим језицима, али на концертима је само Петар Ћирило Илић могао да пева на немачком језику и постао је због тога пуноправни члан. Berliner Strasse, под утицајем британске постпанк сцене изводио је песме на немачком, а касније и на српском језику. Бенду су се касније придружили Милан Иванус на виолини и Нешовић, чији је бенд Дефектно ефектни распуштен, што је био случај и са Урбаном герилом.
У фебруару 1983. године, песме 1923 појавила се на шестом месту на Демо топ 10 листи Вентилатор 202, али снимак песме никада није пуштен. Током исте године, под именом Berliner Strasse, са песмом Маске појавио се на разним компилацијама. Бенд се такође појавио у филму Нешто између 1983. године, где је бубњар Илић изводио песму Achtung America. Након што се Бранко Росић вратио са служења војнк рока, редослед се променио као и чланови, укључујући Марина Вулића (бас) из бенда Електрични оргазам, као и Слободан Станић и Љубодраг Бубало из бенда Београд. Berliner Strasse је наступао до 1984. године, када су распуштени.

## Легат
Године 1998. године на компилацији Вентилатор 202 вол.1 појавила се песме Маске. Песму Achtung Amerika обрадио је нишки бенд Маргита је мртва.

## Дискографија
Као Урбана герила
- "Процес" / "Без наслова" (Артистичка радна акција; 1981)

Као Berliner Strasse
- "Маске" (Вентилатор 202 вол.1; 1983)